# Terrorisme en Birmanie
 (janvier 2025).
La mise en forme du texte ne suit pas les recommandations de Wikipédia : il faut le « wikifier ».
Les points d'amélioration suivants sont les cas les plus fréquents. Le détail des points à revoir est peut-être précisé sur la page de discussion.
- Les titres sont pré-formatés par le logiciel. Ils ne sont ni en capitales, ni en gras.
- Le texte ne doit pas être écrit en capitales (les noms de famille non plus), ni en gras, ni en italique, ni en « petit »…
- Le gras n'est utilisé que pour surligner le titre de l'article dans l'introduction, une seule fois.
- L'italique est rarement utilisé : mots en langue étrangère, titres d'œuvres, noms de bateaux, etc.
- Les citations ne sont pas en italique mais en corps de texte normal. Elles sont entourées par des guillemets français : « et ».
- Les listes à puces sont à éviter, des paragraphes rédigés étant largement préférés. Les tableaux sont à réserver à la présentation de données structurées (résultats, etc.).
- Les appels de note de bas de page (petits chiffres en exposant, introduits par l'outil «  Source ») sont à placer entre la fin de phrase et le point final[comme ça].
- Les liens internes (vers d'autres articles de Wikipédia) sont à choisir avec parcimonie. Créez des liens vers des articles approfondissant le sujet. Les termes génériques sans rapport avec le sujet sont à éviter, ainsi que les répétitions de liens vers un même terme.
- Les liens externes sont à placer uniquement dans une section « Liens externes », à la fin de l'article. Ces liens sont à choisir avec parcimonie suivant les règles définies. Si un lien sert de source à l'article, son insertion dans le texte est à faire par les notes de bas de page.
- La présentation des références doit suivre les conventions bibliographiques. Il est recommandé d'utiliser les modèles {{Ouvrage}}, {{Chapitre}}, {{Article}}, {{Lien web}} et/ou {{Bibliographie}}. Le mode d'édition visuel peut mettre en forme automatiquement les références.
- Insérer une infobox (cadre d'informations à droite) n'est pas obligatoire pour parachever la mise en page.

Pour une aide détaillée, merci de consulter Aide:Wikification.
Si vous pensez que ces points ont été résolus, vous pouvez retirer ce bandeau et améliorer la mise en forme d'un autre article.
En Birmanie, le terrorisme est défini par la loi antiterroriste du pays et ses sous-sections, qui sont interprétées par le Comité central antiterroriste et appliquées par le gouvernement birman. Deux groupes sont actuellement répertoriés comme organisations terroristes conformément à la loi antiterroriste de Birmanie : l'Armée du salut des Rohingya de l'Arakan (ARSA), qui est ajoutée le 25 août 2017, et l'Armée d'Arakan, qui est ajoutée le 18 janvier 2019,. Le gouvernement militaire du Conseil d'État pour la paix et le développement qualifie les Vigoureux étudiants birmans guerriers (en) (VBSW) de "terroristes" d'après leur rôle dans le siège de l'ambassade de Birmanie en 1999 (en), mais le groupe n'est jamais légalement déclaré comme tel.

## Incidents notables
- Le 19 juillet 1947, vers 10 h 37 (MMT), plusieurs dirigeants indépendantistes birmans sont abattus par un groupe d'hommes armés en uniforme alors qu'ils tiennent une réunion du cabinet au Secrétariat (en), dans le centre-ville de Rangoun[6].
- Le 9 octobre 1983, trois agents nord-coréens tentent d'assassiner Chun Doo-hwan, le cinquième président de la Corée du Sud, en bombardant le mausolée des Martyrs (en), où Doo-hwan commémore le sacrifice des dirigeants birmans assassinés en 1947. L'explosion tue 21 personnes et en blesse 46 autres[7].
- Le 7 octobre 1999, des membres des Vigoureux étudiants birmans guerriers (VBSW) prennent d'assaut l'ambassade birmane (en) à Bangkok, en Thaïlande. Des otages sont pris par les VBSW, mais tous sont libérés sans préjudice après des négociations avec les autorités thaïlandaises. Les assaillants sont ensuite reconduits à la frontière entre la Thaïlande et la Birmanie.
- Le 30 mai 2003 à 20 h 0 (MMT), 70 personnes associées à la Ligue nationale pour la démocratie sont massacrées par une foule parrainée par le gouvernement à Tabayin, dans la région de Sagaing[8],[9],[10].
- Le 7 mai 2005, des explosions simultanées tuent 11 personnes et en blessent 162 autres à Rangoun. Les autorités imputent ces attentats aux insurgés karens et shans[11].
- Le 15 avril 2010, trois bombes distinctes explosent à Rangoun pendant le festival de l'eau (en) de Thingyan, tuant 10 personnes et en blessant 178 autres[12].
- En octobre 2013, une série d'attentats à la bombe inexpliqués a lieu dans tout le pays, entraînant la mort de trois personnes et faisant de nombreux blessés[13].
- Le 9 octobre 2016, des centaines d'insurgés attaquent trois postes-frontières birmans le long de la frontière entre la Birmanie et le Bangladesh, tuant neuf gardes-frontières birmans. L'Armée du salut des Rohingya de l'Arakan (alors connue sous le nom de "Harakah al-Yaqin") revendique la responsabilité de l'attaque, que le gouvernement qualifie d'acte de terrorisme[14],[15],[16],[17].
- Le 25 août 2017, jusqu'à 150 insurgés de l'ARSA participent à des attaques coordonnées contre 24 postes de police et la base militaire du 552e bataillon d'infanterie légère dans l'État de Rakhine. Douze membres des forces de sécurité birmanes sont tués dans ces attaques, que le gouvernement qualifie d'acte de terrorisme[18],[19],[20].
- Le 25 août 2017, des villages hindous dans une zone connue sous le nom de Kha Maung Seik, dans le nord du district de Maungdaw, dans l'État de Rakhine, sont attaqués et 99 villageois hindous bengalis (en) sont massacrés, prétendument par des insurgés de l'Armée du salut des Rohingya de l'Arakan[21],[22]. Un mois plus tard, l'armée birmane découvre des fosses communes contenant les corps de 45 hindous, dont la plupart sont des femmes et des enfants[23],[24].